# شهرستان منگشان
شهرستان مِنگشان (به لاتین: Mengshan County) یک منطقهٔ مسکونی در چین است که در ووژوو واقع شده‌است. شهرستان منگشان ۱٬۲۹۷ کیلومتر مربع مساحت و ۲۱۰٬۰۰۰ نفر جمعیت دارد.